# ブラッド・バーゲセン
ブラッドリー・スティーブン・バーゲセン（Bradley Steven Bergesen、1985年9月25日 - ）は、アメリカ合衆国・カリフォルニア州コンコード出身の元プロ野球選手（投手）。右投左打。
中日ドラゴンズでの登録名は、ファーストネームの「ブラッドリー」。

## 経歴

### オリオールズ時代

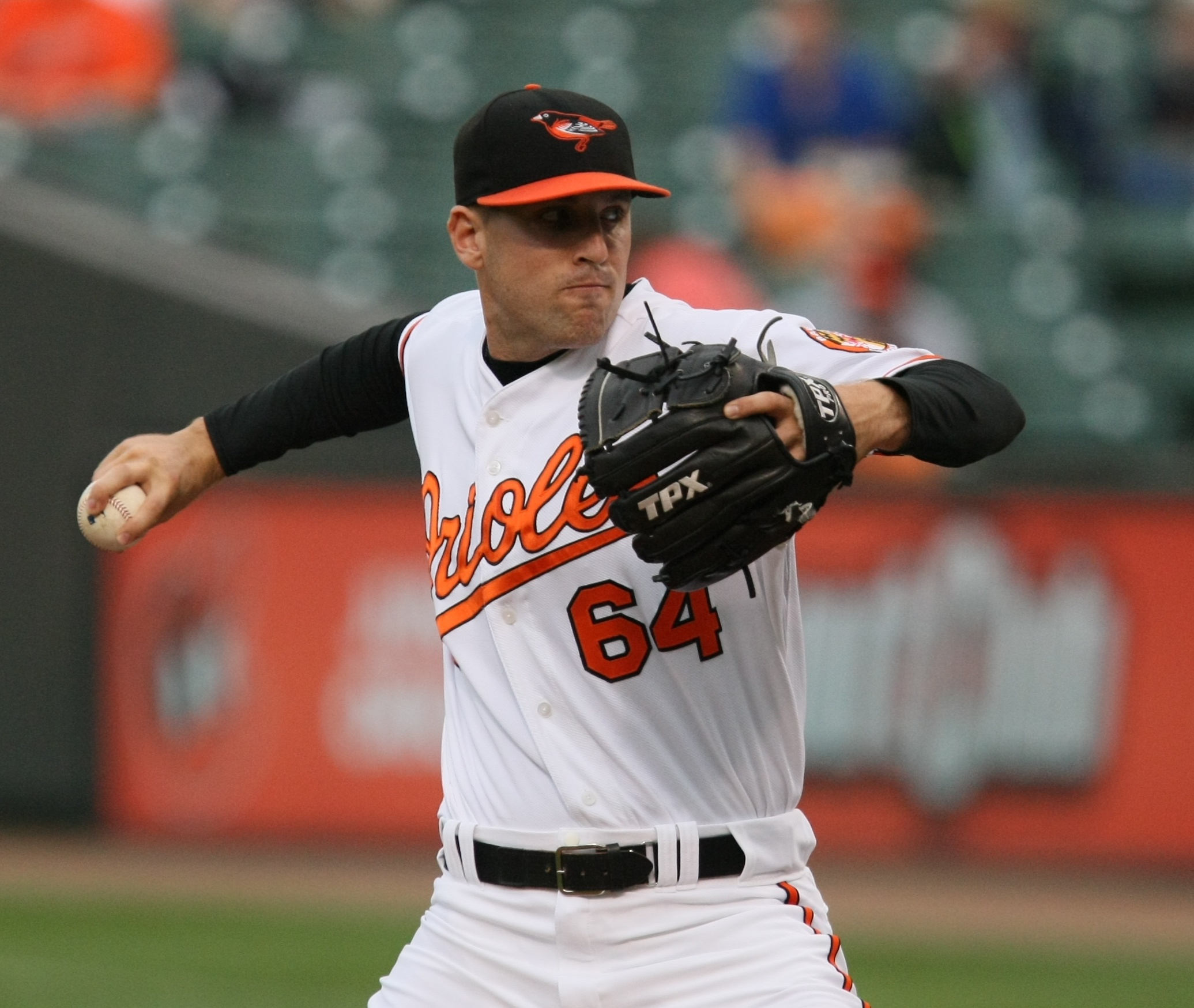
オリオールズ時代（2009年5月7日）

2004年のMLBドラフト4巡目でボルチモア・オリオールズから指名され、31万ドルの契約金で入団。
2008年にはA＋級フレデリックとAA級ボウイで16勝7敗、防御率3.10と活躍し、シーズン終了後の11月18日にオリオールズの40人ロースターに入った。
2009年4月21日の対シカゴ・ホワイトソックス戦でメジャーデビュー。最下位に沈むチームにあって、新人ながら安定した投球を続けていたが、7月30日の対カンザスシティ・ロイヤルズ戦でビリー・バトラーの放ったライナーが右脛に直撃し、そのままシーズンを終えた。
2010年は4月に肩の痛みを訴え、約2週間離脱。復帰後はなかなか調子が上がらなかったが、バック・ショーウォルターが監督に就任した後の12登板に限れば防御率2.85と復調した。
2011年は開幕から7度先発して未勝利だったが、5月14日の対タンパベイ・レイズ戦では自身初の完封でシーズン初勝利。しかし、その後の2試合ではいずれも負け投手となり、5月29日にAAA級ノーフォークへ降格。6月18日にメジャーに復帰してからは、主にリリーフとして起用された。

### ダイヤモンドバックス時代
2012年7月20日にウェイバー公示を経てアリゾナ・ダイヤモンドバックスへ移籍。移籍後は19試合の登板で2勝1敗、防御率3.64の成績を残した。

### 中日時代
2012年12月1日に中日ドラゴンズに1年契約で入団した。登録名は、監督の高木守道が「名字のバーゲセンはバーゲンセールを連想させて縁起が悪い」という意向を示し、ファーストネームから「ブラッドリー」となった。
2013年4月2日の対阪神タイガース戦（京セラドーム）でNPB初登板・初先発。この試合では6回3失点3奪三振で勝敗は付かなかった。9月3日、球団よりウェイバー公示の手続きが取られ、戦力外となった。9月9日、自由契約公示された。

### 中日退団後
2014年は所属球団がなく、2015年5月22日に独立リーグ・アトランティックリーグのヨーク・レボリューションと契約。
2017年2月28日にアトランティックリーグのランカスター・バーンストーマーズと契約。同年限りで現役を引退した。

### 引退後
2018年よりフィラデルフィア・フィリーズ傘下A級レイクウッド・ブルークロウズの投手コーチに就任し、2019年はフィリーズ傘下A+級クリアウォーター・スレッシャーズの投手コーチ、2021年からはフィリーズ傘下AA級レディング・ファイティン・フィルズの投手コーチを務めている。

## 選手としての特徴・人物
平均球速約90mph（約145km/h）、最速94mph（約151km/h）の速球（シンカー、フォーシーム、ツーシーム）とスライダー、スプリットチェンジを投げ分ける。シンカーを武器に早いカウントで打者をゴロに打ち取る投球を持ち味とし、メジャー通算の与四球率2.59と四球が少ない。2011年にバック・ショーウォルターが監督に就任して以降は低めのフォーシームでカウントを稼いだ後に変化球で打ち取る投球術も見せるようになった。
速球の威力に欠けるため被本塁打が多く、メジャー通算の被本塁打率1.17を喫している。
守備ではベースカバーやバント処理が素早く敏捷性に優れ、メジャー通算のDRS12を記録している。
対戦したかった投手にはノーラン・ライアンを挙げている。

## 詳細情報

### 年度別投手成績
| 年 度    | 球 団    | 登 板 | 先 発 | 完 投 | 完 封 | 無 四 球 | 勝 利 | 敗 戦 | セ 丨 ブ | ホ 丨 ル ド | 勝 率 | 打 者 | 投 球 回 | 被 安 打 | 被 本 塁 打 | 与 四 球 | 敬 遠 | 与 死 球 | 奪 三 振 | 暴 投 | ボ 丨 ク | 失 点 | 自 責 点 | 防 御 率 | W H I P |
| -------- | -------- | ----- | ----- | ----- | ----- | -------- | ----- | ----- | -------- | ----------- | ----- | ----- | -------- | -------- | ----------- | -------- | ----- | -------- | -------- | ----- | -------- | ----- | -------- | -------- | ------- |
| 2009     | BAL      | 19    | 19    | 1     | 0     | 0        | 7     | 5     | 0        | 0           | .583  | 519   | 123.1    | 126      | 11          | 32       | 4     | 5        | 65       | 2     | 0        | 52    | 47       | 3.43     | 1.28    |
| 2010     | BAL      | 30    | 28    | 2     | 0     | 1        | 8     | 12    | 0        | 0           | .400  | 746   | 170.0    | 193      | 26          | 51       | 4     | 7        | 81       | 0     | 3        | 104   | 94       | 4.98     | 1.44    |
| 2011     | BAL      | 34    | 12    | 1     | 1     | 0        | 2     | 7     | 0        | 0           | .222  | 451   | 101.0    | 119      | 16          | 32       | 3     | 3        | 61       | 2     | 0        | 73    | 64       | 5.70     | 1.50    |
| 2012     | ARI      | 19    | 0     | 0     | 0     | 0        | 2     | 1     | 0        | 0           | .667  | 121   | 29.2     | 29       | 2           | 7        | 0     | 1        | 18       | 2     | 0        | 14    | 12       | 3.64     | 1.21    |
| 2013     | 中日     | 14    | 11    | 0     | 0     | 0        | 2     | 2     | 0        | 2           | .500  | 233   | 53.1     | 61       | 4           | 16       | 2     | 2        | 22       | 4     | 1        | 24    | 22       | 3.71     | 1.44    |
| MLB：4年 | MLB：4年 | 102   | 59    | 4     | 1     | 1        | 19    | 25    | 0        | 0           | .432  | 1837  | 424.0    | 467      | 55          | 122      | 11    | 16       | 225      | 6     | 3        | 243   | 217      | 4.61     | 1.39    |
| NPB：1年 | NPB：1年 | 14    | 11    | 0     | 0     | 0        | 2     | 2     | 0        | 2           | .500  | 233   | 53.1     | 61       | 4           | 16       | 2     | 2        | 22       | 4     | 1        | 24    | 22       | 3.71     | 1.44    |

- 2019年度シーズン終了時

### 記録
MLB
- 初登板・初先発・初勝利：2009年4月21日、対シカゴ・ホワイトソックス戦（オリオール・パーク・アット・カムデン・ヤーズ）、5回2/3を3失点
- 初奪三振：同上、1回表にカルロス・クエンティンから空振り三振

NPB投手記録
- 初登板・初先発：2013年4月2日、対阪神タイガース1回戦（京セラドーム大阪）、6回3失点で勝敗つかず
- 初奪三振：同上、2回裏にブルックス・コンラッドから空振り三振
- 初ホールド：2013年4月20日、対横浜DeNAベイスターズ5回戦（横浜スタジアム）、6回裏に2番手で救援登板、2回無失点
- 初勝利・初先発勝利：2013年4月27日、対広島東洋カープ5回戦（MAZDA Zoom-Zoom スタジアム広島）、5回3失点

NPB打撃記録
- 初安打：2013年5月11日、対広島東洋カープ8回戦（MAZDA Zoom-Zoom スタジアム広島）、2回表にブライアン・バリントンから左中間二塁打

### 背番号
- 35 （2009年 - 2011年）
- 52 （2012年）
- 42 （2013年）

### 登場曲
- 『Sail』Awolnation（2013年）